# Will You Be There
"Will You Be There" é uma canção de Michael Jackson lançada como single em 1993, como parte da promoção para o álbum Dangerous. A canção fez parte da trilha sonora do filme Free Willy.

## Música
"Will You Be There" foi o grande hit do álbum Dangerous. Recebeu sete certificados de ouro, mais do que qualquer outro single do álbum e vendeu mais de 1,05 milhões de cópias. Dessa forma, entrou direto no top 10 de países como França e Alemanha. Na Europa em geral o single permaneceu como o nº1 de Michael, até 1995, quando o astro lançou Earth Song, que se tornaria seu maior sucesso no continente.
Em sua estética, "Will You Be There" sofre grande influência da música africana, indiana e erudita. A canção ainda deu a Jackson um MTV Movie Award, como a "Melhor Trilha Sonora Original", pelo longa Free Willy.
Jackson escreveu e produziu "Will You Be There" com co-produção de créditos de Bruce Swedien. Jackson ainda orquestrou o ritmo e arranjos vocais. Destaque para os instrumentos são apontados como piano, sintetizador, teclado, bateria e percussão.

## Letra
"Will You Be There" tem uma das letras mais bonitas e marcantes do cantor. Jackson revela que escreveu ela em cima de uma árvore no seu rancho Neverland. Os versos finais, sussurrados por Jackson, ganharam o nome de "oração". Pois contém uma das poesias mais lindas e visionárias do cantor. Michael também escreveu uma versão estendida do Will You Be There por seu livro 'Dancing The Dream ', que transportou as novas linhas suplementares no final da canção.

## Polêmica de plágio
Quando Will You Be There estourou nas rádios, Jackson foi acusado de plágio pelo artista italiano Al Bano. Segundo Bano, Michael havia plagiado uma de suas canção, intitulada "I cigni di Balaka". Entretanto a justiça considerou Jackson inocente, alegando que trata-se apenas de uma simples semelhança, devido a notável influência do tradicional ritmo indiano. A introdução do coral interpretada pela Orquestra de Cleveland, tinha como primeira parte elementos da sinfonia nº 9 em ré menor. Jackson foi processado por não por os créditos no encarte do álbum, mas através de um acordo, os álbuns passaram a ser impresso com os devidos créditos. A segunda parte do coral foi composta por Jackson e interpretada pelo Andrae Crouch.

## Videoclipes
Existem duas versões do clipe, um mostra ele próprio cantando a canção tendo como fundo as imagens do filme Free Willy. E a outra mostra imagens do Michael na Dangerous World Tour e na apresentação da MTV. Os vídeos foram ao ar em maio de 1993 e foram dirigidos por Vincent
Paterson e produzido por Joel Gallen e Leonhardt Ute.

## Performance
A primeira vez em que Michael performou Will You Be There foi em 1991 no MTV 10th Anniversary, quando ganhou o prêmio de Melhor Trilha Sonora de um filme. Michael cantou a música acompanhado de um coral gospel. No final da canção enquanto Michael falava uma criança traduzia para a língua de surdos e mudos, algo que também fazia parte da coreografia cheia de gestos simbólicos. Ao falar os versos finais Michael chorou, um anjo desceu no palco e abraçou-o com as asas. A performance da Dangerous Tour não foi muito diferente da já apresentada na MTV(a diferença mais notável é somente o microfone de ouvido).

## Influência
- A Pop Star Britney Spears usou em sua The Onyx Hotel Tour, ao performar sua famosa canção Everytime, uma das marcas registradas das performances de Will You Be There: o anjo que a abraça no final da canção.
- A cantora Beyoncé, imitou a performance de Will You Be There na sua Experience Tour, durante a canção Flaws and all.
- Quando Jackson veio ao Brasil, a dupla Sandy & Junior, participaram dos concertos, traduzindo a canção na linguagem para surdos. Junior se apresentou no primeiro dia e Sandy no segundo.
- Durante o NAACP Awards de 1993 Michael foi homenagiado pelos cantores Patti LaBelle e Daryl Coley acompanhados de um coral gospel performando a música, quando ganhou o prêmio de Artista do Ano.
- A cantora Jennifer Hudson cantou a música no velório de Michael Jackson, a oração final da música ficou por conta da gravação original da voz de Jackson.

## Single
CD - Maxi (única versão "Single" que foi lançada da música)
1. Will You Be There" (Radio Edit) – 5:52
2. Man in the Mirror" – 5:15
3. Girlfriend" – 3:04
4. Will You Be There" (Album version) – 7:40
5. Will You Be There' (Instrumental version) - 3:25